# 埃斯庫拉灣
62°10′S 58°34′W / 62.167°S 58.567°W

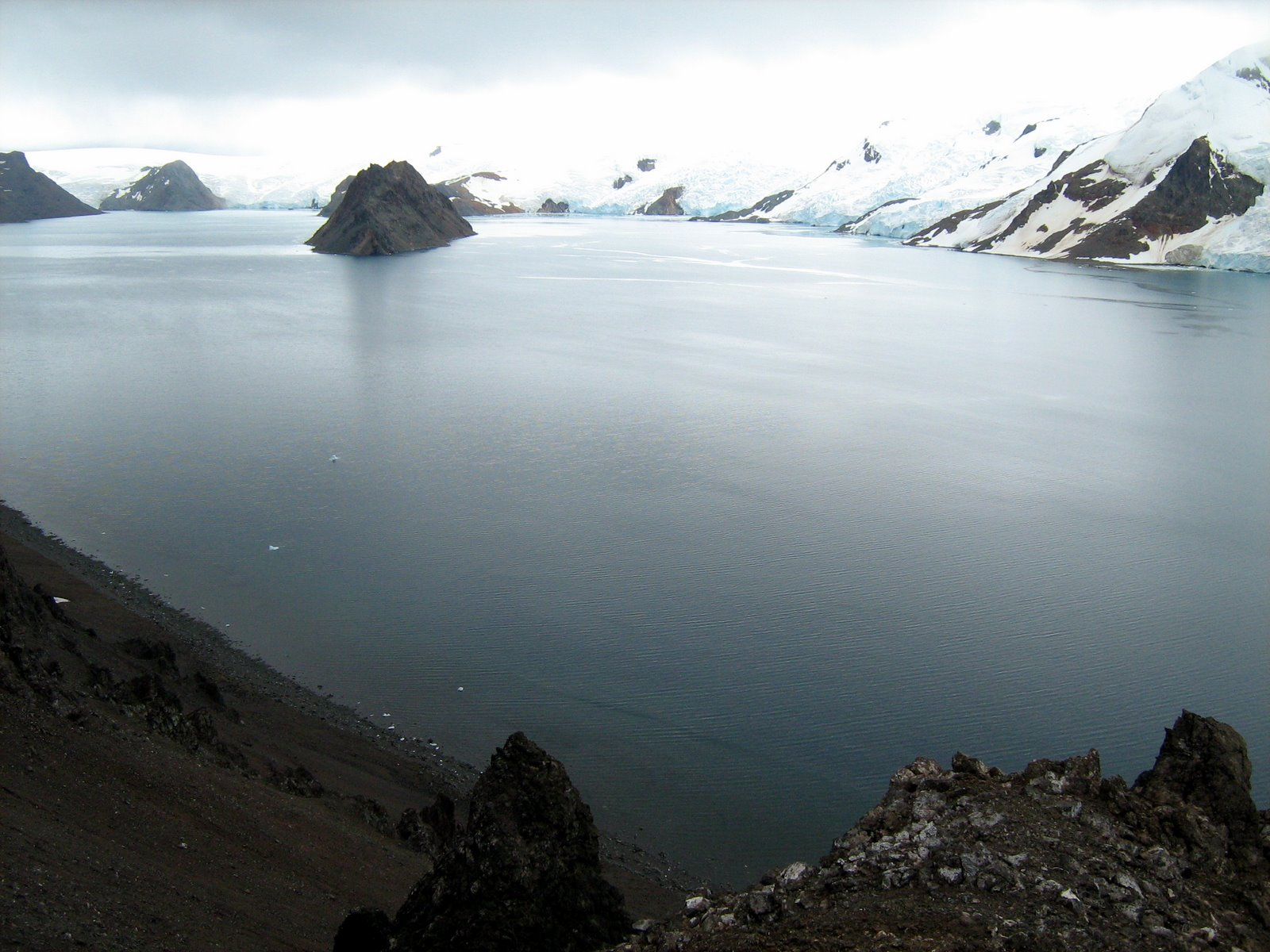

埃斯庫拉灣（Ezcurra Inlet），是南極洲的海灣，位於南設得蘭群島的喬治王島，屬於阿德默勒爾蒂灣的一部分，由讓-巴蒂斯特·夏古率領的法國探險隊繪入地圖，現時由南極條約體系管理。

## 外部連結
. . United States Geological Survey.   [2012-03-12].